# Ministro capo della Finlandia
Il ministro capo della Repubblica di Finlandia (in finlandese pääministeri, in svedese statsminister, lett. "ministro di Stato") è il capo del governo finlandese, dopo la riforma del 1918 che sostituì il Senato con il Consiglio di Stato e trasformò la carica di "vicepresidente della divisione economica del Senato" con quella di ministro capo. 
Dal 20 giugno 2023 il ministro capo è Petteri Orpo del Partito di Coalizione Nazionale

## Storia
Prima dell'entrata in vigore della nuova Costituzione era il presidente che sceglieva i seggi del Consiglio di Stato e nominava il gabinetto di governo che comunque doveva avere una maggioranza parlamentare.
Dopo la dichiarazione di indipendenza del 6 dicembre 1917, la Finlandia ha avuto 74 governi, i più lunghi sono stati quelli di Paavo Lipponen, sia il primo che il secondo sono, infatti, durati 1.464 giorni.

## Funzioni
Il ministro capo è a capo del Consiglio di Stato, risponde dell'operato del governo al presidente e al Parlamento, coordina l'azione economica del governo, la politica estera e quella amministrativa e può essere sfiduciato dal Parlamento.
Con la nuova Costituzione approvata nel 2000 il presidente, al termine delle elezioni, nomina il ministro capo dopo che i partiti si sono accordati sulla composizione del nuovo Consiglio di Stato e sul programma di governo.
Il Parlamento deve ratificare la nomina presidenziale con una votazione a maggioranza assoluta. Se il candidato non riceve la  fiducia dal Parlamento il presidente procede a nuove consultazioni. Il presidente può rinominare lo stesso candidato anche la seconda volta. Se al termine di tre consultazioni nessun candidato ottiene la maggioranza assoluta si passa alla quarta consultazione dove basta la maggioranza relativa. La facoltà di  sciogliere le Camere  nell'ordinamento finlandese è del presidente.